# Haltérophilie aux Jeux olympiques d'été de 1936
Navigation
Los Angeles 1932 Londres 1948
Aux Jeux olympiques de 1936, les 5 épreuves d'haltérophilie (toutes masculines)

## Tableau des médailles
| Rang | Nation          | Or | Argent | Bronze | Total |
| ---- | --------------- | -- | ------ | ------ | ----- |
| 1    | Égypte          | 2  | 1      | 2      | 5     |
| 2    | Allemagne       | 1  | 2      | 2      | 5     |
| 3    | Autriche        | 1  | 0      | 0      | 1     |
| 3    | États-unis      | 1  | 0      | 0      | 1     |
| 3    | France          | 1  | 0      | 0      | 1     |
| 6    | Tchécoslovaquie | 0  | 1      | 0      | 1     |
| 6    | Estonie         | 0  | 0      | 1      | 1     |

## Hommes

### Poids plume (jusqu'à 60 kg)
| Médaille           | Nom              | Pays       | Poids total    |
| ------------------ | ---------------- | ---------- | -------------- |
| Médaille d'or      | Anthony Terlazzo | États-Unis | 312.50 kg (WR) |
| Médaille d'argent  | Saleh Soliman    | Égypte     | 305.00 kg      |
| Médaille de bronze | Ibrahim Shams    | Égypte     | 300.00 kg      |

### Poids léger (jusqu'à 67.5 kg)
| Médaille           | Nom          | Pays      | Poids total    |
| ------------------ | ------------ | --------- | -------------- |
| Médaille d'or      | Anwar Mesbah | Égypte    | 342.50 kg (WR) |
| Médaille d'or      | Robert Fein  | Autriche  | 342,50 kg      |
| Médaille de bronze | Karl Jansen  | Allemagne | 327,50 kg      |

### Poids moyen (jusqu'à 75 kg)
| Médaille           | Nom               | Pays      | Poids total |
| ------------------ | ----------------- | --------- | ----------- |
| Médaille d'or      | Khadr El-Touni    | Égypte    | 387.50 kg   |
| Médaille d'argent  | Rudolf Ismayr     | Allemagne | 352.50 kg   |
| Médaille de bronze | Adolf Wagner (de) | Allemagne | 352.50 kg   |

### Poids mi-lourd (jusqu'à 82.5 kg)
| Médaille           | Nom           | Pays      | Poids total |
| ------------------ | ------------- | --------- | ----------- |
| Médaille d'or      | Louis Hostin  | France    | 372.50 kg   |
| Médaille d'argent  | Eugen Deutsch | Allemagne | 365.00 kg   |
| Médaille de bronze | Ibrahim Wasif | Égypte    | 360.00 kg   |

### Poids lourd (plus 82.5 kg)
| Médaille           | Nom             | Pays            | Poids total |
| ------------------ | --------------- | --------------- | ----------- |
| Médaille d'or      | Josef Manger    | Allemagne       | 410.00 kg   |
| Médaille d'argent  | Václav Pšenička | Tchécoslovaquie | 402.50 kg   |
| Médaille de bronze | Arnold Luhaäär  | Estonie         | 400.00 kg   |